# ヘルベルト・ワグナー
ヘルベルト・ワグナー（Herbert Wagner、1935年4月6日 - ）はドイツの理論物理学者。主分野は統計力学である。ミュンヘン大学の名誉教授。

## 経歴
理論物理学者として名高いヴェルナー・ハイゼンベルクの最後の学生の一人であり、ハイゼンベルクと共に磁性の研究を行なっている。
コーネル大学でのポスドク時代に、デイヴィッド・マーミンと共にマーミン・ワグナーの定理として知られるノーゴー定理(no-go theorem, ある現象や、理論的過程が絶対に起きないことを示す定理)を証明した。同様の結果は独立にピエール・ホーエンベルグによっても得られている。この定理は有限温度かつ十分短距離(short-range)の相互作用との仮定のもとで、連続的な対称性は空間次元{\displaystyle d\leq 2}では自発的対称性の破れを起こさない、とするものである。
ワグナーは多くの統計物理学者を育てており、学生や年下の共同研究者の多くがドイツの大学でポジションを得ている。Hans Werner Diehl (エッセン)、Siegfried Dietrich (ヴッパータール、当時シュトゥットガルトen:Max-Planck-Institut für Metallforschung)、Gerhard Gompper (en:Forschungszentrum Jülich)、Reinhard Lipowsky (ベルリンen:Max Planck Institute of Colloids and Interfaces)、Hartmut Löwen (ドュッセルドルフ)、Klaus Mecke (エルランゲン)、Udo Seifert (シュトゥットガルト)などである。

## 賞
1992年名誉学位をエッセン大学 (現en:University of Duisburg-Essen)より授与されている。2016年マックス・プランク・メダルを低次元系の統計物理学への基礎的な業績に対し授与されている。